# Pino del Oro
Pino del Oro è un comune spagnolo di 234 abitanti situato nella comunità autonoma di Castiglia e León.

L'11 ottobre 2002 il comune ha cambiato il suo nome da Pino a Pino del Oro.